# Robert Hänsel
Robert Hänsel (* 17. August 1884 in Lobenstein, Fürstentum Reuss j.L.; † 21. Dezember 1962 in Schleiz) war ein deutscher Lehrer, Historiker, Archivar. Er war Mitglied der NSDAP.

## Leben und Leistung
Robert Hänsel war das dritte von zehn Kindern des fürstlichen Kopisten Julius Robert und der Anna L. Hänsel, geb. Rabisch. Er besuchte das Fürstliche Lehrerseminar in Schleiz von 1898 bis 1904 und trat seine erste Stelle als Lehrer in Triebes an. Dann schloss sich eine handwerkliche Weiterbildung und ab 1909 eine Anstellung als Gewerbelehrer in Gnesen in Posen (heute Polen) an. Im selben Jahr heiratete er Anna Elisabeth Zeidler, Tochter des Schleizer Stadtkämmerers. Die Ehe blieb kinderlos. 
Im Ersten Weltkrieg wurde er in der Schlacht von Tannenberg am 28. August 1914 schwer verwundet. Trotz zahlreicher Gesichtsoperationen blieb er so entstellt, dass man ihm nach dem Ersten Weltkrieg eine 70%ige Arbeitsminderung sowie eine „Verstümmelungs-Zulage“ zuerkannte. 1919 wurde er an die gewerbliche Fortbildungsschule nach Bitterfeld berufen und 1922 mit Aufbau und Leitung der Schleizer Berufsschule betraut. Ab 1928 wurde er in Nachfolge von Oberlehrer Pasoldt Schleizer Stadtarchivar und Verwalter des Fürstlichen Hausarchivs sowie der Schlossbibliotheken von Schleiz (50.000 Bände), ab 1940 auch von Osterstein in Gera (60.000 Bände) und Ebersdorf (10.000 Bände). 1925 war er Mitbegründer des Heimatmuseums „Oberland“ im Schloss Schleiz. Im gleichen Jahr gründete er die gleichnamige Heimatzeitschrift „Oberland“, deren Schriftleiter er bis 1931 blieb. In Nachfolge des Schleizer Kreisoberpfarrers Heinrich Meyer übernahm er ab 1931 den Vorsitz des „Geschichts- und altertumsforschenden Vereins Schleiz“ (heute „Geschichts- und Heimatverein zu Schleiz e.V.“), wobei er dieses Amt bis zur Verfügung der Vereinsauflösung im Jahre 1945 innehatte.
Am 8. April 1945 wurde das Schloss Schleiz als ein wesentlicher inhaltlicher Teil seiner Arbeit zerstört. 1947 wurde ihm die Ordnung des Schleizer Stadtarchivs anvertraut. Er wurde Mitbegründer der Heimatzeitschrift „Oberlandbote“, Vorsitzender des „Aktivs für Denkmalpflege und Museum“ sowie Vorsitzender des Museumsbeirates Schloss Burgk. Von 1952 bis 1956 war er Leiter der Stadtbibliothek Schleiz. Daneben war er als Dozent an der Kreisvolkshochschule tätig und berichtete über seine heimatgeschichtlichen Forschungen in zahlreichen Vorträgen. Er war Mitglied im Vogtländischen Altertumsforschenden Verein zu Hohenleuben. Im Laufe seines Lebens publizierte er eine Fülle von Arbeiten in Büchern und Zeitschriften. Am 21. Dezember 1962 verstarb er in Schleiz, wo sein schlichtes Grab auf dem Bergfriedhof erhalten ist.
Seine Sammlung an Publikationen und reußischer Literatur umfasste an seinem Lebensende 2.000 Bände sowie Archivalien, die sich heute als „Hänsel-Bibliothek“ im Besitz des Museums Schloss Burgk befindet.

## Publikationen
- Ein verdienstvoller vogtländischer Adeliger im deutschen Ordensland (Hiob von Dobeneck). - Zeulenroda 1917
- Die Geschichte der Triebigs- oder Buttermühle bei Seubtendorf, R. j. L.. - Lobenstein 1918, Fröb
- Der Handwerker im Volksmunde. - 1918
- Das Lobensteiner Zeitungswesen. - 1918
- Der Anschluß unseres Reußenlandes an einem Nachbarstaat. - 1919
- Sagen aus dem Lobensteiner Oberland. – Lobenstein 1920, Froeb
- Der Neuntöter von Eliasbrunn. – Lobenstein 1920, Froeb
- Blankenstein-Rosenthal an der Saale. – Lobenstein 1921, Teich in Komm.
- Zur Geschichte von Rodacherbrunn. - Lobenstein 1921
- Die Reichs-Versicherungsordnung. - Breslau 1922, Priebatsch's Verl.
- Das Wissenswerteste aus der Gesetzeskunde für die theoretische Gesellenprüfung. - Breslau 1922, Priebatsch's Verl.
- Geschichte der Holzflößerei auf der oberen Saale und Elster. – Zeulenroda 1924
- Burg Reichenfels: kurze Geschichte d. Burg u. kleiner Führer durch d. Samml. d. Vogtl. Altertumsforschenden Vereins. - Triebes 1924, Unglaub-Triebes
- Berühmte und bemerkenswerte Schleizer in kurzen Lebensabrissen. – Schleiz 1925, Selbstverlag
- Glashütten im reussischen Oberlande. – Schleiz 1925, Verlag "Oberland"
- Das Brauwesen der Stadt Lobenstein. – Schleiz 1925, Selbstverlag
- Die Saaltalsperre nebst Geschichte d. im Stausee verschwindenden Orte u. Siedelungen. - Schleiz 1926, Vereinigung f. Volkskunde u. Heimatpflege im reuß. Oberland e. V.
- Die Bäckerinnung zu Schleiz (1726 – 1926). – Schleiz 1926, E. Hoffmann
- Die Stadt Schleiz in der Kriegs- und Nachkriegszeit 1914-1923. - Schleiz 1927, W. Krämer
- (Zusammen mit Gustav Kühn) Die Hofapotheke in Schleiz. – Schleiz 1927, Selbstverlag
- Weida zur Zeit der Vögte mit 1 Urkundenabdr. im Manualdr.. – Weida 1929, Thomas & Hubert
- Zur Geschichte der Papiermacherei im reußischen Vogtlande. – 1929, in: Vogtländisches Jahrbuch. Bd. 7. – 1929, 26-28
- Der Stadtpfeiffer und die Stadtkapelle in Lobenstein. - Lobenstein 1929, Landeszeitung f. d. Ostthür. Oberland
- Der Lobenstein. - Lobenstein 1929, Jos. Zlatnik
- Der Wiederaufbau des Rathauses in Schleiz 1879-1880. – 1929, in: "Reußischer Erzähler", Beil. d. "Schleizer Zeitung" 10-13 (1929)
- Dr. Berthold Schmidt: ein Bild seines Lebens und Schaffens – dargebracht vom Geschichts- und Altertumsforschenden Verein zu Schleiz. - Schleiz 1930
- Der Landkreis Schleiz 1930, Deutscher Städte-Verlag
- Saalburger Bürgerverzeichnisse vom Jahre 1594 und 1759. – 1930, in: Reußischer Erzähler, Beilage zur Schleizer Zeitung 16 (1930), 6
- Ein Bürgerverzeichnis von Tanna (Kreis Schleiz) aus dem Jahre 1595. – 1931, in: Hirschberger Nachrichten 75 (1931)
- Die Saaletalsperre, die größte Talsperre Deutschlands. Schleiz 1932, Selbstverlag
- Tannaer Bürgerverzeichnis. – 1932, in: Festgabe zur 700-jahrfeier der Stadt Tanna, Tanna 1932
- Die Stadt Schleiz. Eine kurze Monographie. Zur 700-Jahrfeier ihrer ersten urkundlichen Erwähnung als Festschrift. – Schleiz 1932, Kuppe, Reitzenstein u. Helmrich
- Das Schleizer Bürgerbuch (1648–1700). – 1932/33, in: Ekkehard. Vereinsmitteilungen 8/9 (1932/33), 48; 73–74; 91–92; 113; 133; 150–151
- 600 Jahre Oberböhmsdorf. - Schleiz 1933, E. Hoffmann
- 400 Jahre Bauernbesitz. - Schleiz 1934
- Die Familie Giegling in Schleiz. – Schleiz 1934, Hoffmann
- Kampf und Sieg der NSDAP in Schleiz. - Schleiz 1934, Hoffmann
- Triebeser Bürgerverzeichnisse des 16. und 17. Jahrhundert. – 1935, in: Aus der Heimat, Beilage der Triebeser Zeitung 5 (1935)
- Ein Schleizer Bürgerverzeichnis von 1561. - 1935, in: Reußischer Erzähler, Beilage zur Schleizer Zeitung (1935), 5 f.
- Das älteste Bürgerverzeichnis von Saalburg 1547. - 1936, in: Reußischer Erzähler, Beilage zur Schleizer Zeitung 22 (1936), 6–7
- Deutschritter in Thüringen und Ostpreußen. - Langensalza 1938, J. Beltz
- Reussische Genealogie: Ergänzungen u. Berichtigungen unter Benutzung d. v. Berthold Schmidt hinterlassenen Aufzeichnungen u. mit eigenen Beiträgen. – Jena 1940, Fischer
- Die Triebes und Leuba als Floßbach und der Zeulenrodaer "Floßkrieg". - Zeulenroda 1940, Oberreuter
- Schloß Burgk und der Burghammer an der oberen Saale. – Jena 1941, Fischer
- 125 Jahre Fa. Gottfried Piegler. - Schleiz 1943, unveröffentl. Manuskript, Archiv Schleiz
- Ein Brief Alexander von Humboldts nach Schleiz. Zu seinem 175. Geburtstag. - 1944, in: Schleizer Zeitung Nr. 219 vom 18. September 1944
- Regesten aus Quellen zur Stadt- und Familiengeschichte der Stadt Schleiz 1551-1597. - Zeulenroda 1942, Oberreuter
- (Zusammen mit Robert Jakob) Greiz, Schleiz, Lobenstein. - Elsterberg 1948, Jakob
- Buchdruckerei Arthur Goehring Nachf., Franz Wirth. – Lobenstein 1948, Wirth
- Luhmstäner un Schläzer Geschichten. - Schleiz 1950
- Die Volksbewegungen 1525-1849 in den Kreisen Schleiz und Lobenstein. - Schleiz 1954, Rat d. Kreises, Abt. Kultur
- Schleiz, Ziegenrück, Saalburg. Leipzig 1956, VEB Bibliograph. Inst.
- Schleizer Mühlen. – 1958, in: Thüringer Heimat. Bd. 3, Nr. 2, 109-116